# Турбив
Турбив (на украински: Турбів) е селище от градски тип във Виницка област, Украйна.
Население 6558 души (2011).